# Zygmunt Pejsak
Zygmunt Pejsak (ur. 17 kwietnia 1948 w Tarnowskich Górach) – polski lekarz weterynarii, profesor doktor habilitowany nauk weterynaryjnych, epizootiolog, hyopatolog (choroby świń), doktor honoris causa Akademii Rolniczej w Lublinie (2004) i Uniwersytetu Przyrodniczego we Wrocławiu (2015), Honorowy Obywatel Tarnowskich Gór (2011).
Absolwent II Liceum Ogólnokształcącego im. Stanisława Staszica w Tarnowskich Górach (1966) i Wyższej Szkoły Rolniczej we Wrocławiu (1972). Stopień doktora nauk weterynaryjnych otrzymał w 1977 roku w Akademii Rolniczej we Wrocławiu, doktora habilitowanego w 1985 roku w Instytucie Weterynarii w Puławach, a tytuł profesora (zwyczajnego) w 1990 roku. Wypromował 13 doktorów oraz był opiekunem 5, zaś recenzentem 10 habilitacji.
Po obronie doktoratu wyjechał do USA na staż naukowy u prof. dra Williama P. Switzera (Uniwersytet Iowa), odkrywcy czynników etiologicznych dyzenterii świń i zakaźnego zanikowego zapalenia nosa. W 1980 roku rozpoczął pracę w Instytucie Weterynarii w Puławach, będąc w latach 1982–2018 kierownikiem Zakładu Chorób Świń. Pełnił liczne funkcje, m.in.: przewodniczącego Rady Naukowej Państwowego Instytutu Weterynaryjnego (2003–2006, 2011–2018; w latach 1999–2003 wiceprzewodniczącego), członka Centralnej Komisji ds. Tytułu Naukowego i Stopni Naukowych (od 1997), przewodniczącego Zespołu Specjalistów ds. oceny wniosków badawczych w Zespole Nauk Weterynaryjnych KBN (wielokrotnie), przewodniczącego Rady Sanitarno-Epizootycznej przy głównym lekarzu weterynarii, krajowego kierownika specjalizacji lekarsko-weterynaryjnej choroby trzody chlewnej. Ekspert FAO – Organizacja Narodów Zjednoczonych do spraw Wyżywienia i Rolnictwa. W 2018 roku przeszedł na emeryturę.
Prowadził liczne badania nad zastosowaniem metod biologii molekularnej w diagnostyce chorób zakaźnych świń. Realizował wiele krajowych i międzynarodowych projektów badawczych, współpracując z uczonymi z całego świata. Ponadto był organizatorem wielu międzynarodowych konferencji naukowych z zakresu hyopatologii, jak również twórcą i propagatorem największej w Polsce konferencji z zakresu zdrowia świń organizowanej co roku w Puławach. Stworzył znaną w rozwiniętych rolniczo krajach świata szkołę polskich pracowników nauki związanych z ochroną zdrowia świń. Opracował liczne szczepionki i leki stosowane w chorobach świń w Polsce i za granicą, np.: Suibicol, KARNO-pig, Aptovac.
Autor ponad 700 publikacji w polskich i zagranicznych czasopismach naukowych oraz 8 podręczników, w tym: Choroby świń (2002), Ochrona zdrowia świń (2007), Afrykański pomór świń (2016). Członek wielu komitetów redakcyjnych czasopism naukowych.
Członek rzeczywisty Polskiej Akademii Nauk (od 2010; wcześniej, od 1998 członek korespondent PAN), członek Prezydium Komitetu Nauk Weterynaryjnych PAN (od 1999), członek Prezydium Wydziału II Nauk Biologicznych i Rolniczych PAN (2011–2014). Prezes Polskiego Towarzystwa Nauk Weterynaryjnych (2003–2005, 2007–2010;  wiceprezes 2000–2003, 2005–2007).
Odznaczony m.in.: Krzyżem Oficerskim Orderu Odrodzenia Polski (2015), Krzyżem Kawalerskim Orderu Odrodzenia Polski (2003), Medalem im. Michała Oczapowskiego (2014), medalem honorowym „Bene de Veterinaria Meritum” Krajowej Izby Lekarsko-Weterynaryjnej.
Ważniejsze nagrody: Wydziału Nauk Rolniczych i Leśnych PAN (1984), Ministra Urzędu Postępu Naukowo-Technicznego i Wdrożeń I stopnia (1985), Prezesa Rady Ministrów II stopnia za osiągnięcia naukowo-techniczne (1999), Ministra Nauki i Szkolnictwa Wyższego za wybitne osiągnięcia naukowe i naukowo-techniczne (2006), Ministra Rolnictwa I stopnia (10-krotnie, 1987–2013).